# Oleg Belov
Oleg Belov, född 20 april 1973 i Moskva, är en före detta rysk professionell ishockeyspelare. Belov ansågs vara en duktig skridskoåkare med ett bra skott. Han spelade i HV71 1997-2002, men lämnade efter under säsongen 2001–02.